# Walter Hörnlein
Walter Hörnlein (2 de janeiro de 1893 - 14 de setembro de 1961) foi um oficial alemão que serviu no Deutsches Heer durante a Segunda Guerra Mundial. Foi condecorado com a Cruz de Cavaleiro da Cruz de Ferro com Folhas de Carvalho.

## Condecorações
| Cruz de Ferro (1914) 2ª Classe                                   | 4 de outubro de 1914    |
| Distintivo de Feridos (1914) em Preto                            |                         |
| Cruz de Honra da Guerra Mundial 1914/1918                        | 17 de agosto de 1934    |
| Cruz de Ferro (1939) 2ª Classe                                   | setembro de 1939        |
| Cruz de Ferro (1939) 1ª Classe                                   | setembro de 1939        |
| Distintivo da infantaria de assalto                              | 9 de agosto de 1941     |
| Medalha da Frente Oriental                                       | 22 de setembro de 1942  |
| Cruz Germânica em Ouro                                           | 14 de fevereiro de 1943 |
| Cruz de Cavaleiro da Cruz de Ferro                               | 30 de julho de 1941     |
| Cruz de Cavaleiro da Cruz de Ferro com Folhas de Carvalho nº 213 | 15 de março de 1943     |